# Vassili Andrianov
Vassili Mikhaïlovitch Andrianov (russe : Васи́лий Миха́йлович Андриа́нов), né le 21 mars 1902 dans l'oblast de Kalouga (Empire russe) et mort le 3 octobre 1978 à Moscou) est un politicien soviétique.
Il sert dans l'Armée rouge en 1924 et 1925, et rejoint le parti bolchevique en 1926. 
Il devient Premier Secrétaire du parti communiste dans la ville de Sverdlovsk (actuellement Iekaterinbourg) de 1939 à 1946, puis de la ville de Leningrad de 1949 à 1953.
Il est membre du bureau d'organisation du 18 mars 1946 au 5 octobre 1952 puis, à la suite du XIXe Congrès, membre titulaire du Présidium du comité central du PCUS du 16 octobre 1952 au 6 mars 1953. 
Il est enterré au cimetière de Novodevitchi à Moscou.